# Phalera ordgara
Phalera ordgara är en fjärilsart som beskrevs av William Schaus 1928. Phalera ordgara ingår i släktet Phalera och familjen tandspinnare. Inga underarter finns listade i Catalogue of Life.